# Internationale Buddhistische Universität
Die Internationale Buddhistische Hochschule (Thai: วิทยาลัยพุทธศาสนานานาชาติ, International Buddhist College, IBC) ist eine konfessionsgebundene buddhistische Hochschule mit Sitz in der Amphoe Sadao, Provinz Songkhla in Süd-Thailand.
Die Internationale Buddhistische Hochschule bietet drei Bachelor-Programme an:
- Buddhistische Philosophie
- Geschichte und Kultur des Buddhismus
- Sprache und Literatur des Pali und Sanskrit

Daneben gibt es Master- und Doktoratsstudiengänge für die Kunde des Buddhismus, die sowohl in englischer als auch chinesischer Sprache angeboten werden.